# 黄羊城镇
黄羊城镇，是中国内蒙古自治区乌兰察布市察哈尔右翼中旗下辖的一个乡镇级行政单位。区域面积399.13平方千米。

## 行政区划
黄羊城镇共辖以下地区：
黄羊城村、大北村、于家口村、东油房村、大井村、毛吾素村、本卜孔兑村、杨家店村、广昌隆村、德哈泉村、大营子村、老圈村、忽兰岱村、干草村、二号地村、三号地村、米粮局村、大东卜村、小东卜村、永胜村、新胜村、常胜村、胜利村、德太炉村。
1. ↑  . www.stats.gov.cn.   [2024-05-10]. （原始内容存档于2024-05-09）.